# Saskatoon Willowgrove (circonscription saskatchewanaise)
Pour les articles homonymes, voir Saskatoon (homonymie) et Willowgrove.
Circonscription électorale provinciale du Canada
Saskatoon Willowgrove est une circonscription électorale provinciale de la Saskatchewan au Canada. Elle est représentée à l'Assemblée législative de la Saskatchewan depuis 2016.

## Géographie
En 2024, la circonscription représente la partie est de la ville de Saskatoon.

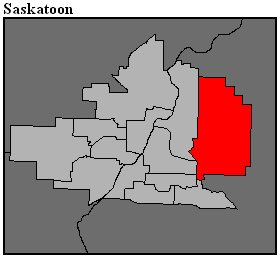
Frontière de la circonscription en 2016.
Frontière de la circonscription en 2022.

## Liste des députés
| Parlement                                         | Années                                            | Député                                            | Député                                            | Parti                                             |
| Saskatoon Willowgrove                             | Saskatoon Willowgrove                             | Saskatoon Willowgrove                             | Saskatoon Willowgrove                             | Saskatoon Willowgrove                             |
| Circonscription issue de Saskatoon Silver Springs | Circonscription issue de Saskatoon Silver Springs | Circonscription issue de Saskatoon Silver Springs | Circonscription issue de Saskatoon Silver Springs | Circonscription issue de Saskatoon Silver Springs |
| ------------------------------------------------- | ------------------------------------------------- | ------------------------------------------------- | ------------------------------------------------- | ------------------------------------------------- |
| 28e                                               | 2016–2020                                         |                                                   | Ken Cheveldayoff                                  | Saskatchewanais                                   |
| 29e                                               | 2020–2024                                         |                                                   | Ken Cheveldayoff                                  | Saskatchewanais                                   |
| 30e                                               | 2024–Actuel                                       |                                                   | Ken Cheveldayoff                                  | Saskatchewanais                                   |